# Wisconsinský výlet za smrtí
Wisconsinský výlet za smrtí (anglicky: Wisconsin Death Trip) je britsko-americký film z roku 1999, který natočil režisér James Marsh podle stejnojmenné knihy Michaela Lesyho z roku 1973. Jde o příběh města Black River Falls ve Wisconsinu, které bylo koncem devatenáctého století postiženo sérií katastrof. Film získal cenu BAFTA za nejlepší kameru. Celý film provází hlas Iana Holma. Autorem hudby k filmu je DJ Shadow a závěrečné titulky doprovází klavírní hudba Johna Calea. Rovněž zde byly použity skladby Claude Debussyho, Johannese Brahmse, Sergeje Rachmaninova, Roberta Schumanna, Johanna Sebastiana Bacha, Gaetana Donizettiho a Jacquese Offenbacha.